# 津崎佑美
津崎 佑美（つざき ゆみ、2001年8月13日 - ）は、日本のタレント、アイドルである。
ソウル出身。ケイダッシュステージ所属。

## 来歴・人物
- 男装アイドルグループ風男塾の葉崎アランとしても活動中。パーソナルカラーは葉（緑）色。
- 風男塾加入前は「SOH」としてMFboyZ チームD(のちのWeiβ)というアイドルグループで活動していた。
- 中学1年までは韓国で生活し、中学2年の時に日本に移り住む。その後、福岡で生活をしたのち、2019年4月に東京へ移り住む。

## 経歴
2019年
- 4月2日、MFboyZの研究生「MFboyZ チームD」の新メンバー「SOH」として活動を開始する。

2020年
- 2月12日、デビューの条件をクリアし、メジャーデビューすることが発表された。同日、グループ名がWeiβ(ヴァイス)となることが発表され、SOHとしての活動を開始する。
- 6月30日、同年7月23日をもってWeiβが解散することが公式Twitterで発表された[1]。
- 7月23日、Weiβが解散した。それに伴い、SOHとしての活動も終了する。
- 9月、『風男塾新メンバーオーディション2021』に参加する。

2021年
- 1月17日、男装ユニット「風男塾」に新メンバー 葉崎アラン（はざきあらん）として加入[2]。
- 2月18日、個人Twitterを開設[3]。

## 出演
- 葉崎アランとしての出演は「風男塾」の項を参照。

## 脚引
1. ↑  Weiβ-ヴァイス- 正式デビュー！！ (2020年6月30日). “【お知らせ】”. Twitter. 2022年1月2日閲覧。
2. ↑  “風男塾、2人の新メンバーが加入、7名体制でのアルバムを3/17にリリース”.   Barks (2021年1月18日). 2021年2月19日閲覧。
3. ↑  津崎佑美 (2020年6月30日). “初ツイート！”. Twitter. 2022年1月2日閲覧。